# Иййоки (река, впадает в Балтийское море)
И́ййоки (фин. Iijoki) — река в Финляндии. Длина реки 340 км. Площадь бассейна — 14 191 км².
Берёт начало из озера Ийярви в Куусамо, лежащего на высоте 254 метра над уровнем моря. Течёт на юго-запад через озёра Сойвионъяви, Кески-Керо, Исо-Керо, Ирниярви. Затем течёт в общем западном направлении по заболоченной лесистой местности. Впадает в Ботнический залив Балтийского моря. В нижнем течении реки расположена ГЭС Хаапакоски. Река имеет много порогов. Большая часть территории бассейна реки сложна гранитно-гнейсовыми породами, покрытыми моренными отложениями. Средний расход воды — 174,3 м³/с. Весной на реке часты паводки.
Основные притоки — реки Сиуруанйоки (пр), Ливойоки (пр), Корпийоки (лв) и Костонйоки (пр).